# Ellen Stewart
Ellen Stewart (7 de novembro de 1919 - 13 de janeiro de 2011) foi uma estilista, além de diretora e produtora teatral norte-americana.
É a fundadora da La MaMa Experimental Theatre Club e na década de 1950, trabalhou como estilista para a Saks Fifth Avenue, Bergdorf Goodman, Lord & Taylor e Henri Bendel.